# Tephroseris pierotii
Tephroseris pierotii là một loài thực vật có hoa trong họ Cúc. Loài này được (Miq.) Holub miêu tả khoa học đầu tiên năm 1973.